# Jevrem Brković
Jevrem Brković (Piperi, 29. prosinca 1933. – Podgorica, 24. siječnja 2021.) bio je crnogorski pisac, pjesnik, romanopisac, dramski pisac, esejist, publicist i novinar) i kulturni radnik. Poznat je po svojim oštrim kritikama političkih protivnika, kao i osobnosti iz javnog života Crne Gore.

## Životopis
Sin je Gorke i Novice, nekdanjeg časnika Crnogorske narodne vojske, oženjen je Kaćom Brković (r. Škuletić) i ima dva sina.
Brković pripada generaciji crnogorskih pisaca koja je na jugoslavensku književnu pozornicu stupila sredinom pedesetih godina 20. stoljeća. U ranim fazama svog književnog djelovanja Brković je pisao poeziju i drame, da bi u kasnijim fazama napisao nekoliko romana i objavio brojne esejističke i publicističke knjige. Njegov opus obuhvata pedesetak naslova, dok su Sabrana djela objavljena u trideset svezaka.
Za svoj književni rad Brković je dobio brojna domaća i međunarodna priznanja (Ratkovićeva nagrada, Sterijina nagrada, Trinaestojulska nagrada...). Pokretač je i prvi urednik književne revije Ovdje kao i Crnogorskog književnog lista. Bio je predsjednik Udruženja književnika Crne Gore, a sudjelovao je u osnivanju Crnogorskog društva nezavisnih književnika, Matice crnogorske, Crnogorskog P.E.N. centra i Dukljanske akademije nauka i umjetnosti.
Još tijekom 1960-ih Brković je bio aktivni sudionik u brojnim polemikama oko ideoloških, nacionalnih i estetskih pitanja. U predvečerje raspada Jugoslavije Brković se snažno usprotivio politici koju je predstavljao Slobodan Milošević, zagovarajući miran rasplet jugoslavenske krize. Na samom početku devedesetih godina 20. stoljeća Brković je, uz Slavka Perovića, bio najagilniji proturatni aktivist i protivnik Miloševićevog režima u Crnoj Gori. Zbog njegovog otvorenog Pisma isprike hercegovačkim Hrvatima i Muslimanima, koje je bilo reakcija na bahato ponašanje crnogorskih rezervista u zapadnoj Hercegovini, u jesen 1991. godine protiv Brkovića podignuta je optužnica za raspirivanje nacionalne mržnje. U listopadu iste godine Brković je emigrirao u Hrvatsku.
Nakon promjene političke klime u Crnoj Gori, Brković se 1999. godine vratio iz emigracije. U razdoblju do referenduma o neovisnosti 2006. godine, Brković je otvoreno podupirao politiku vladajućih struktura, pišući u svom Crnogorskom književnom listu brojne polemičke tekstove.
Dana 24. listopada 2006. godine Brkovića i njegovog vozača i tjelohranitelja Srđana Vojičića napala su trojica naoružanih ljudi. Vojičić je ubijen, dok je Brković zadobio lakše povrede. Nagađalo se da je motiv za napad bila posljednja Brkovićeva knjiga Ljubavnik Duklje, u kojoj se on neizravno podsmjehivao mnogim ljudima iz javnog života Crne Gore, a posebice bliskim prijateljima bivšeg premijera Milo Đukanovića, ali ne i samom Đukanoviću.
Umro je u Podgorici 2021. godine.

## Djela
Knjige poezije:
- Oporuke,
- Zrelo doba,
- Brđanska zemlja,
- Brđanski Homer je mrtav,
- Kučkini sinovi,
- Revolver pod jastukom, 1992.
- Starinska magla oko doma,
- Komitske balade,
- Zidanje i razur kule Ozrovića....

Romani:
- Pantelej na drijenu,
- Kneževi ljudi,
- Crne tačke,
- Monigreni,
- Kamenštaci,
- Ljubavnik Duklje,
- Skotna vučica.

Esejističke i polemičke knjige:
- Anatomija morala jednog staljiniste,
- Minska polja estetike,
- Unakaženo lice demokratije,
- Glosarij....